# Tęcza (województwo świętokrzyskie)
Tęcza – wieś w Polsce położona w województwie świętokrzyskim, w powiecie opatowskim, w gminie Iwaniska.
Wieś jest siedzibą sołectwa Tęcza, w skład którego wchodzą również miejscowości: Planta i Sobiekurów.
W latach 1975–1998 miejscowość administracyjnie należała do województwa tarnobrzeskiego.

## Części wsi
| SIMC    | Nazwa          | Rodzaj     |
| ------- | -------------- | ---------- |
| 0794201 | Markowszczyzna | osada      |
| 0794218 | Planta         | przysiółek |
| 0794224 | Sobiekurów     | przysiółek |